# IJzer(III)jodide
IJzer(III)jodide, vroeger ook bekend onder de naam ferri-jodide, is een anorganische verbinding met de formule {\displaystyle {\ce {FeI3}}}. Het is een thermodynamisch instabiele verbinding die lastig te maken is. In afwezigheid van vocht en lucht is het echter in kleine hoeveelheden bereid.

## Synthese
Het koppel ijzer(III)/ijzer(II) heeft een hogere E°-waarde dan het koppel jood/jodide zodat ijzer(III) en jodide met elkaar een redoxreactie kunnen aangaan waarin {\displaystyle {\ce {Fe^{3+}}}} gereduceerd wordt tot {\displaystyle {\ce {Fe^{2+}}}} en {\displaystyle {\ce {I-}}} geoxideerd wordt tot {\displaystyle {\ce {I2}}}.
{\displaystyle {\ce {2Fe^{3+}\ +\ 2I^{-}\ ->\ 2Fe^{2+}\ +\ I2}}}
Door gebruik te maken van een fotochemische reactie kan deze reactie voorkomen worden, waardoor de synthese van ijzer(III)jodide mogelijk wordt. IJzerpentacarbonyl reageert met een overmaat jood in hexaan onder argon waarbij koolstofmonoxide vrijkomt en een licht rode oplossing van het complex tetracarbonyldi-joodferraat(II) ontstaat.
{\displaystyle {\ce {Fe(CO)5\ +\ I2\ ->\ Fe(CO)4I2\ +\ CO}}}
In aanwezigheid van meer jood ondergaat dit complex bij -20 °C onder invloed van actinisch licht een oxidatieve fotodecarbonylatie. Een zwarte film van ijzer(III)jodide slaat neer als meer koolstofmonoxide vrijkomt.
{\displaystyle {\ce {2Fe(CO)4I2\ +\ I2\ ->[{\ce {h\nu }}]\ FeI3\ +\ 4CO}}}

## Reacties
In dichloormethaan is ijzer(III)jodide slechts matig oplosbaar. De stof is extreem hygroscopisch en gevoelig voor fotodissociatie naar ijzer(II)jodide en jood.
{\displaystyle {\ce {2FeI3\ ->[{\ce {h\nu }}]\ FeI2\ +\ I2}}}
Oplosmiddelen als tetrahydrofuraan, acetonitril, pyridine en water, in het algemeen: oplosmiddelen die als Lewisbase kunnen optreden, bevorderen deze reactie ook. Met jodide wordt het tetrajoodferraat(III)-ion, {\displaystyle {\ce {FeI4^{-}}}}, gevormd.
{\displaystyle {\ce {FeI3\ +\ I^{-}\ ->\ FeI4^{-}}}}
Met een aantal chlooralkanen ondergaat {\displaystyle {\ce {FeI3}}} ligand-uitwisseling of metathese. In een reversibele reactie worden ijzer(III)chloride en het corresponderende joodalkaan gevormd.
{\displaystyle {\ce {FeI3\ +\ 3RCl\ _{\longleftarrow }^{\longrightarrow }\ FeCl3\ +3RI}}}
Adducten van {\displaystyle {\ce {FeI3}}} zijn welbekend. Zo kan een oranjegekleurd complex uit {\displaystyle {\ce {FeI2}}} en {\displaystyle {\ce {I2}}} gemaakt worden in aanwezigheid van thioureum. IJzerpoeder reageert met jood-houdende pro-liganden tot adducten van ijzer(III)jodide.